# Gmina Poświętne (Powiat Białostocki)
Die Gmina Poświętne (litauisch Pošvientnės valsčius) ist eine Landgemeinde im Powiat Białostocki der Woiwodschaft Podlachien in Polen. Ihr Sitz ist das gleichnamige Dorf mit etwa 280 Einwohnern.

## Gliederung
Zur Landgemeinde Poświętne gehören 34 Ortsteile mit einem Schulzenamt:
Brzozowo-Antonie
Brzozowo-Chabdy
Brzozowo-Chrzczonki
Brzozowo-Chrzczony
Brzozowo-Korabie
Brzozowo-Muzyły
Brzozowo-Panki
Brzozowo-Solniki
Brzozowo Stare
Chomizna
Dzierżki
Dzierżki-Ząbki
Gabrysin
Gołębie
Grochy
Józefin
Kamińskie Jaski
Kamińskie Ocioski
Kamińskie Pliszki
Kamińskie Wiktory
Liza Nowa
Liza Stara
Łukawica
Marynki
Pietkowo
Pietkowo Drugie
Porośl-Głuchy
Porośl-Wojsławy
Poświętne
Turek
Wilkowo Nowe
Wilkowo Stare
Wołkuny
Zdrody Nowe
Zdrody Stare
Weitere Ortschaften der Gemeinde sind Kuran, Ostrów und Stoczek.